# Estação Parque Oeste
Parque Oeste é uma estação da Linha 12 do Metro de Madrid. Foi aberta ao público em 11 de abril de 2003.